# 結婚って何さ
『結婚って何さ』（けっこんってなにさ）は、笹沢左保が1960年に発表した小説、及びそれを原作としたテレビドラマ。

## あらすじ
会社を辞めた2人のOL、遠井真弓と疋田三枝子は泥酔した挙句、見ず知らずの男と意気投合し外泊するが、翌朝その男は殺されていた。

## テレビドラマ
これまで3度テレビドラマ化されている。

### 1962年版
1962年10月5日にNETテレビ「ミステリーベスト21」の一篇として放送。
キャスト
- 松尾和子
- 待田京介
- 沢村みつ子
- 潮風みどり
- 久保春二

スタッフ
- 脚本：今村文治
- 監督：山田達雄
- 制作：東映、NET

| NETテレビ ミステリーベスト21              | NETテレビ ミステリーベスト21                  | NETテレビ ミステリーベスト21                             |
| 前番組                                    | 番組名                                        | 次番組                                                   |
| ----------------------------------------- | --------------------------------------------- | -------------------------------------------------------- |
| いえの芸 （原作：戸板康二） （1962.9.28） | 結婚って何さ （原作：笹沢左保） （1962.10.5） | カードは一度戻ってくる （原作：梶山季之） （1962.10.12） |

### 1973年版
「男と女と」のタイトルで、1973年1月2日から2月6日まで日本テレビ「火曜日の女シリーズ」枠にて放送。全6回。笹沢左保自身も第3話にゲスト出演している。
キャスト
- 遠井真弓：范文雀
- 水木隆司：村野武範
- 矢倉文彦：蜷川幸雄
- 矢倉良子：本山可久子
- 江崎則之：竜崎勝
- 川村佐和子：高樹蓉子
- 伴幸太郎：見明凡太朗
- 伴早苗：長内美那子
- 水木隆司の母親：風見章子
- 疋田美枝子：伊藤るり子
- 真弓の兄：内田勝正
- ナレーター：矢島正明

スタッフ
- 企画：小坂敬
- プロデューサー：仲川哲朗、高橋靖二
- 原作：笹沢左保「結婚って何さ」
- 脚本：岩間芳樹
- 音楽：大野雄二（歌：安田南）
- 美術：末広富
- 編集：神島帰美
- 監督：井上芳夫
- 制作：国際放映

| 日本テレビ 火曜日の女シリーズ                           | 日本テレビ 火曜日の女シリーズ                                       | 日本テレビ 火曜日の女シリーズ            |
| 前番組                                                  | 番組名                                                              | 次番組                                   |
| ------------------------------------------------------- | ------------------------------------------------------------------- | ---------------------------------------- |
| 山峡の章 （原作：松本清張） （1972.11.14 - 1972.12.26） | 男と女と （原作：笹沢左保「結婚って何さ」） （1973.1.2 - 1973.2.6） | ガラス細工の家 （1973.2.13 - 1973.3.27） |

### 1986年版
「結婚って何さ殺人事件」のタイトルで、1986年9月6日にテレビ朝日「土曜ワイド劇場」枠にて放送。
キャスト
- 遠井真弓： 片平なぎさ
- 疋田三枝子： 熊谷真実
- 水木隆二： 大和田獏
- 伴早苗： 萩尾みどり
- 島谷（私立探偵）：名古屋章
- 矢ノ倉文彦 ：西田健

スタッフ
- 脚本：長野洋
- 音楽：佐藤正美
- 監督：村川透
- 制作：東宝株式会社、テレビ朝日

| テレビ朝日 土曜ワイド劇場                                       | テレビ朝日 土曜ワイド劇場                                            | テレビ朝日 土曜ワイド劇場            |
| 前番組                                                          | 番組名                                                               | 次番組                               |
| --------------------------------------------------------------- | -------------------------------------------------------------------- | ------------------------------------ |
| 笹沢左保の裸の家族 （原作：笹沢左保「裸の家族」） （1986.8.30） | 結婚って何さ殺人事件 （原作：笹沢左保「結婚って何さ」） （1986.9.6） | 左ききの女の華麗な殺意 （1986.9.13） |

| スタブアイコン | サブスタブ | この項目は、まだ閲覧者の調べものの参照としては役立たない、文学に関連した書きかけの項目です。この項目を加筆・訂正などしてくださる協力者を求めています（P:文学、PJ:ライトノベル）。項目が小説家・作家の場合には{Writer-substub}を、文学作品以外の本・雑誌の場合には{Book-substub}を貼り付けてください。 |